# Perry (Carolina do Sul)
Perry é uma cidade  localizada no estado norte-americano de Carolina do Sul, no Condado de Aiken.

## Demografia
Segundo o censo norte-americano de 2000, a sua população era de 237 habitantes.
Em 2006, foi estimada uma população de 239, um aumento de 2 (0.8%).

## Geografia
De acordo com o United States Census Bureau tem uma área de
3,1 km², dos quais 3,1 km² cobertos por terra e 0,0 km² cobertos por água.

## Localidades na vizinhança
O diagrama seguinte representa as localidades num raio de 20 km ao redor de Perry.